# Operator nabla w różnych układach współrzędnych
Poniżej zestawiono listę formuł analizy wektorowej, gdy prowadzi się obliczenia w układach współrzędnych krzywoliniowych. W przypadkach szczególnych, np. we współrzędnych kartezjańskich, poniższe wzory upraszczają się.
Uwagi
- Zastosowano tu typowe oznaczenia współrzędnych stosowane w fizyce. Np. dla współrzędnych sferycznych:

1. {\displaystyle \theta } oznacza kąt między osią {\displaystyle z} a wektorem wodzącym łączącym początek układu z rozpatrywanym punktem
2. {\displaystyle \phi } oznacza kąt pomiędzy rzutem wektora wodzącego na płaszczyznę {\displaystyle xy} a osią {\displaystyle x.}
3. (W niektórych źródłach definicje {\displaystyle \theta } i {\displaystyle \phi } są zamienione, więc znaczenie należy wywnioskować z kontekstu.)

- Zamiast symbolu funkcji {\displaystyle \operatorname {arctg} (y/x)} używa się symbolu {\displaystyle \operatorname {arctg2} (y,x)} dla wskazania, że funkcja {\displaystyle \operatorname {arctg2} (y,x)} ma przeciwdziedzinę {\displaystyle (-\pi ,\pi ]} (podczas gdy funkcji {\displaystyle \operatorname {arctg} (y/x)} ma przeciwdziedzinę {\displaystyle (-\pi /2,+\pi /2)})
- Wyrażenia na operator nabla we współrzędnych sferycznych mogą wymagać poprawy.

UWAGA: Niektóre symbole użyte w tabeli powtarzają się, mimo że odnoszą się do innych wielkości (ich znaczenie można odczytać z kontekstu)
| Operacja | Współrzędne kartezjańskie {\displaystyle (x,y,z)} | Współrzędne walcowe {\displaystyle (\rho ,\phi ,z)} | Współrzędne sferyczne {\displaystyle (r,\theta ,\phi )} | Współrzędne paraboliczne walcowe {\displaystyle (\sigma ,\tau ,z)} |
| --- | --- | --- | --- | --- |
| Definicje współrzędnych | {\displaystyle {\begin{matrix}\rho &=&{\sqrt {x^{2}+y^{2}}}\\\phi &=&\operatorname {arctg} (y/x)\\z&=&z\end{matrix}}} | {\displaystyle {\begin{matrix}x&=&\rho \cos \phi \\y&=&\rho \sin \phi \\z&=&z\end{matrix}}} | {\displaystyle {\begin{matrix}x&=&r\sin \theta \cos \phi \\y&=&r\sin \theta \sin \phi \\z&=&r\cos \theta \end{matrix}}} | {\displaystyle {\begin{matrix}x&=&\sigma \tau \\y&=&{\frac {1}{2}}\left(\tau ^{2}-\sigma ^{2}\right)\\z&=&z\end{matrix}}} |
| Definicje współrzędnych | {\displaystyle {\begin{matrix}r&=&{\sqrt {x^{2}+y^{2}+z^{2}}}\\\theta &=&\arccos(z/r)\\\phi &=&\operatorname {arctg} (y/x)\end{matrix}}} | {\displaystyle {\begin{matrix}r&=&{\sqrt {\rho ^{2}+z^{2}}}\\\theta &=&\operatorname {arctg} {(\rho /z)}\\\phi &=&\phi \end{matrix}}} | {\displaystyle {\begin{matrix}\rho &=&r\sin(\theta )\\\phi &=&\phi \\z&=&r\cos(\theta )\end{matrix}}} | {\displaystyle {\begin{matrix}\rho \cos \phi &=&\sigma \tau \\\rho \sin \phi &=&{\frac {1}{2}}\left(\tau ^{2}-\sigma ^{2}\right)\\z&=&z\end{matrix}}} |
| Definicje wersorów | {\displaystyle {\begin{matrix}{\boldsymbol {\hat {\rho }}}&=&{\frac {x}{\rho }}\mathbf {\hat {x}} +{\frac {y}{\rho }}\mathbf {\hat {y}} \\{\boldsymbol {\hat {\phi }}}&=&-{\frac {y}{\rho }}\mathbf {\hat {x}} +{\frac {x}{\rho }}\mathbf {\hat {y}} \\\mathbf {\hat {z}} &=&\mathbf {\hat {z}} \end{matrix}}} | {\displaystyle {\begin{matrix}\mathbf {\hat {x}} &=&\cos \phi {\boldsymbol {\hat {\rho }}}-\sin \phi {\boldsymbol {\hat {\phi }}}\\\mathbf {\hat {y}} &=&\sin \phi {\boldsymbol {\hat {\rho }}}+\cos \phi {\boldsymbol {\hat {\phi }}}\\\mathbf {\hat {z}} &=&\mathbf {\hat {z}} \end{matrix}}} | {\displaystyle {\begin{matrix}\mathbf {\hat {x}} &=&\sin \theta \cos \phi {\boldsymbol {\hat {r}}}+\cos \theta \cos \phi {\boldsymbol {\hat {\theta }}}-\sin \phi {\boldsymbol {\hat {\phi }}}\\\mathbf {\hat {y}} &=&\sin \theta \sin \phi {\boldsymbol {\hat {r}}}+\cos \theta \sin \phi {\boldsymbol {\hat {\theta }}}+\cos \phi {\boldsymbol {\hat {\phi }}}\\\mathbf {\hat {z}} &=&\cos \theta {\boldsymbol {\hat {r}}}-\sin \theta {\boldsymbol {\hat {\theta }}}\end{matrix}}} | {\displaystyle {\begin{matrix}{\boldsymbol {\hat {\sigma }}}&=&{\frac {\tau }{\sqrt {\tau ^{2}+\sigma ^{2}}}}\mathbf {\hat {x}} -{\frac {\sigma }{\sqrt {\tau ^{2}+\sigma ^{2}}}}\mathbf {\hat {y}} \\{\boldsymbol {\hat {\tau }}}&=&{\frac {\sigma }{\sqrt {\tau ^{2}+\sigma ^{2}}}}\mathbf {\hat {x}} +{\frac {\tau }{\sqrt {\tau ^{2}+\sigma ^{2}}}}\mathbf {\hat {y}} \\\mathbf {\hat {z}} &=&\mathbf {\hat {z}} \end{matrix}}} |
| Definicje wersorów | {\displaystyle {\begin{matrix}\mathbf {\hat {r}} &=&{\frac {x\mathbf {\hat {x}} +y\mathbf {\hat {y}} +z\mathbf {\hat {z}} }{r}}\\{\boldsymbol {\hat {\theta }}}&=&{\frac {xz\mathbf {\hat {x}} +yz\mathbf {\hat {y}} -\rho ^{2}\mathbf {\hat {z}} }{r\rho }}\\{\boldsymbol {\hat {\phi }}}&=&{\frac {-y\mathbf {\hat {x}} +x\mathbf {\hat {y}} }{\rho }}\end{matrix}}}                                                       | {\displaystyle {\begin{matrix}\mathbf {\hat {r}} &=&{\frac {\rho }{r}}{\boldsymbol {\hat {\rho }}}+{\frac {z}{r}}\mathbf {\hat {z}} \\{\boldsymbol {\hat {\theta }}}&=&{\frac {z}{r}}{\boldsymbol {\hat {\rho }}}-{\frac {\rho }{r}}\mathbf {\hat {z}} \\{\boldsymbol {\hat {\phi }}}&=&{\boldsymbol {\hat {\phi }}}\end{matrix}}} | {\displaystyle {\begin{matrix}{\boldsymbol {\hat {\rho }}}&=&\sin \theta \mathbf {\hat {r}} +\cos \theta {\boldsymbol {\hat {\theta }}}\\{\boldsymbol {\hat {\phi }}}&=&{\boldsymbol {\hat {\phi }}}\\\mathbf {\hat {z}} &=&\cos \theta \mathbf {\hat {r}} -\sin \theta {\boldsymbol {\hat {\theta }}}\end{matrix}}} | |
| Pole wektorowe {\displaystyle \mathbf {A} } | {\displaystyle A_{x}\mathbf {\hat {x}} +A_{y}\mathbf {\hat {y}} +A_{z}\mathbf {\hat {z}} } | {\displaystyle A_{\rho }{\boldsymbol {\hat {\rho }}}+A_{\phi }{\boldsymbol {\hat {\phi }}}+A_{z}{\boldsymbol {\hat {z}}}} | {\displaystyle A_{r}{\boldsymbol {\hat {r}}}+A_{\theta }{\boldsymbol {\hat {\theta }}}+A_{\phi }{\boldsymbol {\hat {\phi }}}} | {\displaystyle A_{\sigma }{\boldsymbol {\hat {\sigma }}}+A_{\tau }{\boldsymbol {\hat {\tau }}}+A_{\phi }{\boldsymbol {\hat {z}}}} |
| Gradient {\displaystyle \nabla f} | {\displaystyle {\frac {\partial f}{\partial x}}\mathbf {\hat {x}} +{\frac {\partial f}{\partial y}}\mathbf {\hat {y}} +{\frac {\partial f}{\partial z}}\mathbf {\hat {z}} } | {\displaystyle {\frac {\partial f}{\partial \rho }}{\boldsymbol {\hat {\rho }}}+{\frac {1}{\rho }}{\frac {\partial f}{\partial \phi }}{\boldsymbol {\hat {\phi }}}+{\frac {\partial f}{\partial z}}{\boldsymbol {\hat {z}}}} | {\displaystyle {\frac {\partial f}{\partial r}}{\boldsymbol {\hat {r}}}+{\frac {1}{r}}{\frac {\partial f}{\partial \theta }}{\boldsymbol {\hat {\theta }}}+{\frac {1}{r\sin \theta }}{\frac {\partial f}{\partial \phi }}{\boldsymbol {\hat {\phi }}}} | {\displaystyle {\frac {1}{\sqrt {\sigma ^{2}+\tau ^{2}}}}{\frac {\partial f}{\partial \sigma }}{\boldsymbol {\hat {\sigma }}}+{\frac {1}{\sqrt {\sigma ^{2}+\tau ^{2}}}}{\frac {\partial f}{\partial \tau }}{\boldsymbol {\hat {\tau }}}+{\frac {\partial f}{\partial z}}{\boldsymbol {\hat {z}}}} |
| Dywergencja {\displaystyle \nabla \cdot \mathbf {A} } | {\displaystyle {\frac {\partial A_{x}}{\partial x}}+{\frac {\partial A_{y}}{\partial y}}+{\frac {\partial A_{z}}{\partial z}}} | {\displaystyle {\frac {1}{\rho }}{\frac {\partial \left(\rho A_{\rho }\right)}{\partial \rho }}+{\frac {1}{\rho }}{\frac {\partial A_{\phi }}{\partial \phi }}+{\frac {\partial A_{z}}{\partial z}}} | {\displaystyle {\frac {1}{r^{2}}}{\frac {\partial \left(r^{2}A_{r}\right)}{\partial r}}+{\frac {1}{r\sin \theta }}{\frac {\partial }{\partial \theta }}\left(A_{\theta }\sin \theta \right)+{\frac {1}{r\sin \theta }}{\frac {\partial A_{\phi }}{\partial \phi }}} | {\displaystyle {\frac {1}{\sigma ^{2}+\tau ^{2}}}{\frac {\partial \left(A_{\sigma }{\sqrt {\sigma ^{2}+\tau ^{2}}}\right)}{\partial \sigma }}+{\frac {1}{\sigma ^{2}+\tau ^{2}}}{\frac {\partial \left(A_{\tau }{\sqrt {\sigma ^{2}+\tau ^{2}}}\right)}{\partial \tau }}+{\frac {\partial A_{z}}{\partial z}}} |
| Rotacja {\displaystyle \nabla \times \mathbf {A} } | {\displaystyle {\begin{matrix}\displaystyle \left({\frac {\partial A_{z}}{\partial y}}-{\frac {\partial A_{y}}{\partial z}}\right)\mathbf {\hat {x}} &+\\\displaystyle \left({\frac {\partial A_{x}}{\partial z}}-{\frac {\partial A_{z}}{\partial x}}\right)\mathbf {\hat {y}} &+\\\displaystyle \left({\frac {\partial A_{y}}{\partial x}}-{\frac {\partial A_{x}}{\partial y}}\right)\mathbf {\hat {z}} &\ \end{matrix}}} | {\displaystyle {\begin{matrix}\displaystyle \left({\frac {1}{\rho }}{\frac {\partial A_{z}}{\partial \phi }}-{\frac {\partial A_{\phi }}{\partial z}}\right){\boldsymbol {\hat {\rho }}}&+\\\displaystyle \left({\frac {\partial A_{\rho }}{\partial z}}-{\frac {\partial A_{z}}{\partial \rho }}\right){\boldsymbol {\hat {\phi }}}&+\\\displaystyle {\frac {1}{\rho }}\left({\frac {\partial \left(\rho A_{\phi }\right)}{\partial \rho }}-{\frac {\partial A_{\rho }}{\partial \phi }}\right){\boldsymbol {\hat {z}}}&\ \end{matrix}}} | {\displaystyle {\begin{matrix}\displaystyle {\frac {1}{r\sin \theta }}\left({\frac {\partial }{\partial \theta }}\left(A_{\phi }\sin \theta \right)-{\frac {\partial A_{\theta }}{\partial \phi }}\right){\boldsymbol {\hat {r}}}&+\\\displaystyle {\frac {1}{r}}\left({\frac {1}{\sin \theta }}{\frac {\partial A_{r}}{\partial \phi }}-{\frac {\partial }{\partial r}}\left(rA_{\phi }\right)\right){\boldsymbol {\hat {\theta }}}&+\\\displaystyle {\frac {1}{r}}\left({\frac {\partial }{\partial r}}\left(rA_{\theta }\right)-{\frac {\partial A_{r}}{\partial \theta }}\right){\boldsymbol {\hat {\phi }}}&\ \end{matrix}}} | {\displaystyle {\begin{matrix}\displaystyle \left({\frac {1}{\sqrt {\sigma ^{2}+\tau ^{2}}}}{\frac {\partial A_{z}}{\partial \tau }}-{\frac {\partial A_{\tau }}{\partial z}}\right){\boldsymbol {\hat {\sigma }}}&-\\\displaystyle \left({\frac {1}{\sqrt {\sigma ^{2}+\tau ^{2}}}}{\frac {\partial A_{z}}{\partial \sigma }}-{\frac {\partial A_{\sigma }}{\partial z}}\right){\boldsymbol {\hat {\tau }}}&+\\\displaystyle {\frac {1}{\sqrt {\sigma ^{2}+\tau ^{2}}}}\left({\frac {\partial \left(\rho A_{\phi }\right)}{\partial \rho }}-{\frac {\partial A_{\rho }}{\partial \phi }}\right){\boldsymbol {\hat {z}}}&\ \end{matrix}}} |
| Operator Laplace’a {\displaystyle \Delta f=\nabla ^{2}f} | {\displaystyle {\frac {\partial ^{2}f}{\partial x^{2}}}+{\frac {\partial ^{2}f}{\partial y^{2}}}+{\frac {\partial ^{2}f}{\partial z^{2}}}} | {\displaystyle {\frac {1}{\rho }}{\frac {\partial }{\partial \rho }}\left(\rho {\frac {\partial f}{\partial \rho }}\right)+{\frac {1}{\rho ^{2}}}{\frac {\partial ^{2}f}{\partial \phi ^{2}}}+{\frac {\partial ^{2}f}{\partial z^{2}}}} | {\displaystyle {\frac {1}{r^{2}}}{\frac {\partial }{\partial r}}\!\left(r^{2}{\frac {\partial f}{\partial r}}\right)\!+\!{\frac {1}{r^{2}\!\sin \theta }}{\frac {\partial }{\partial \theta }}\!\left(\sin \theta {\frac {\partial f}{\partial \theta }}\right)\!+\!{\frac {1}{r^{2}\!\sin ^{2}\theta }}{\frac {\partial ^{2}f}{\partial \phi ^{2}}}} | {\displaystyle {\frac {1}{\sigma ^{2}+\tau ^{2}}}\left({\frac {\partial ^{2}f}{\partial \sigma ^{2}}}+{\frac {\partial ^{2}f}{\partial \tau ^{2}}}\right)+{\frac {\partial ^{2}f}{\partial z^{2}}}} |
| Laplasjan wektorowy {\displaystyle \Delta \mathbf {A} =\nabla ^{2}\mathbf {A} } | {\displaystyle \Delta A_{x}\mathbf {\hat {x}} +\Delta A_{y}\mathbf {\hat {y}} +\Delta A_{z}\mathbf {\hat {z}} } | {\displaystyle {\begin{matrix}\displaystyle \left(\Delta A_{\rho }-{\frac {A_{\rho }}{\rho ^{2}}}-{\frac {2}{\rho ^{2}}}{\frac {\partial A_{\phi }}{\partial \phi }}\right){\boldsymbol {\hat {\rho }}}&+\\\displaystyle \left(\Delta A_{\phi }-{\frac {A_{\phi }}{\rho ^{2}}}+{\frac {2}{\rho ^{2}}}{\frac {\partial A_{\rho }}{\partial \phi }}\right){\boldsymbol {\hat {\phi }}}&+\\\displaystyle \left(\Delta A_{z}\right){\boldsymbol {\hat {z}}}&\ \end{matrix}}}                                                                  | {\displaystyle {\begin{matrix}\left(\Delta A_{r}-{\frac {2A_{r}}{r^{2}}}-{\frac {2}{r^{2}\sin \theta }}{\frac {\partial \left(A_{\theta }\sin \theta \right)}{\partial \theta }}-{\frac {2}{r^{2}\sin \theta }}{\frac {\partial A_{\phi }}{\partial \phi }}\right){\boldsymbol {\hat {r}}}&+\\\left(\Delta A_{\theta }-{\frac {A_{\theta }}{r^{2}\sin ^{2}\theta }}+{\frac {2}{r^{2}}}{\frac {\partial A_{r}}{\partial \theta }}-{\frac {2\cos \theta }{r^{2}\sin ^{2}\theta }}{\frac {\partial A_{\phi }}{\partial \phi }}\right){\boldsymbol {\hat {\theta }}}&+\\\left(\Delta A_{\phi }-{\frac {A_{\phi }}{r^{2}\sin ^{2}\theta }}+{\frac {2}{r^{2}\sin \theta }}{\frac {\partial A_{r}}{\partial \phi }}+{\frac {2\cos \theta }{r^{2}\sin ^{2}\theta }}{\frac {\partial A_{\theta }}{\partial \phi }}\right){\boldsymbol {\hat {\phi }}}\end{matrix}}} | |
| Różniczka przesunięcia | {\displaystyle d\mathbf {l} =dx\mathbf {\hat {x}} +dy\mathbf {\hat {y}} +dz\mathbf {\hat {z}} } | {\displaystyle d\mathbf {l} =d\rho {\boldsymbol {\hat {\rho }}}+\rho d\phi {\boldsymbol {\hat {\phi }}}+dz{\boldsymbol {\hat {z}}}} | {\displaystyle d\mathbf {l} =dr\mathbf {\hat {r}} +rd\theta {\boldsymbol {\hat {\theta }}}+r\sin \theta d\phi {\boldsymbol {\hat {\phi }}}} | {\displaystyle d\mathbf {l} ={\sqrt {\sigma ^{2}+\tau ^{2}}}d\sigma {\boldsymbol {\hat {\sigma }}}+{\sqrt {\sigma ^{2}+\tau ^{2}}}d\tau {\boldsymbol {\hat {\tau }}}+dz{\boldsymbol {\hat {z}}}} |
| Różniczki powierzchni | {\displaystyle {\begin{matrix}d\mathbf {S} =&dy\,dz\,\mathbf {\hat {x}} +\\&dx\,dz\,\mathbf {\hat {y}} +\\&dx\,dy\,\mathbf {\hat {z}} \end{matrix}}} | {\displaystyle {\begin{matrix}d\mathbf {S} =&\rho \,d\phi \,dz\,{\boldsymbol {\hat {\rho }}}+\\&d\rho \,dz\,{\boldsymbol {\hat {\phi }}}+\\&\rho \,d\rho d\phi \,\mathbf {\hat {z}} \end{matrix}}} | {\displaystyle {\begin{matrix}d\mathbf {S} =&r^{2}\sin \theta \,d\theta \,d\phi \,\mathbf {\hat {r}} +\\&r\sin \theta \,dr\,d\phi \,{\boldsymbol {\hat {\theta }}}+\\&r\,dr\,d\theta \,{\boldsymbol {\hat {\phi }}}\end{matrix}}} | {\displaystyle {\begin{matrix}d\mathbf {S} =&{\sqrt {\sigma ^{2}+\tau ^{2}}},d\tau \,dz\,{\boldsymbol {\hat {\sigma }}}+\\&{\sqrt {\sigma ^{2}+\tau ^{2}}}d\sigma \,dz\,{\boldsymbol {\hat {\tau }}}+\\&\sigma ^{2}+\tau ^{2}d\sigma ,d\tau \,\mathbf {\hat {z}} \end{matrix}}} |
| Różniczka objętości | {\displaystyle dV=dx\,dy\,dz} | {\displaystyle dV=\rho \,d\rho \,d\phi \,dz} | {\displaystyle dV=r^{2}\sin \theta \,dr\,d\theta \,d\phi } | {\displaystyle dV=\left(\sigma ^{2}+\tau ^{2}\right)d\sigma d\tau dz,} |
| Nietrywialne reguły rachunkowe: 1. {\displaystyle \operatorname {div} \,\operatorname {grad} f\equiv \nabla \cdot \nabla f=\nabla ^{2}f\equiv \Delta f} (Laplasjan) 2. {\displaystyle \operatorname {rot} \,\operatorname {grad} f\equiv \nabla \times \nabla f=\mathbf {0} } 3. {\displaystyle \operatorname {div} \,\operatorname {rot} \mathbf {A} \equiv \nabla \cdot (\nabla \times \mathbf {A} )=0} 4. {\displaystyle \operatorname {rot} \,\operatorname {rot} \mathbf {A} =\nabla \times (\nabla \times \mathbf {A} )=\nabla (\nabla \cdot \mathbf {A} )-\nabla ^{2}\mathbf {A} } (stosując formułę Lagrange’a na iloczyn wektorowy) 5. {\displaystyle \Delta (fg)=f\Delta g+2\nabla f\cdot \nabla g+g\Delta f} | | | | |